# Ermita La Aparecida (Monforte del Cid)
La ermita La Aparecida es un edificio religioso ubicado en la pedanía de La Aparecida, perteneciente al municipio de Monforte del Cid de la provincia de Alicante en la Comunidad Valenciana. Es un Bien de Relevancia Local.
El origen de este templo proviene del hallazgo que hizo Jaime Trigueros, el 13 de mayo de 1736, de un lienzo de la Virgen María de Belén. Trigueros presentó la obra de arte al obispado de Orihuela; el obispo Josef Flores Osorio le otorgó la custodia del lienzo, pero el clero de la iglesia parroquial de Orihuela lo tomó para ubicarlo en su parroquia. Jaime Trigueros pleiteó, dándole la razón la Real Audiencia de Valencia. De nuevo con la posesión de la Virgen María, edificó la ermita entre 1738 y 1739. 
El año 1767 se entregó el ermitorio como capilla al clero de San Jaime de Orihuela. Posteriormente, en 1787, con el título de Nuestra Señora de La Aparecida, se creó la vicaria de la parroquia oriolana. Entre ese año y 1789 se reedificó y restauró. Ha tenido actuaciones también en los años 1920, 1939 y 1995.

## El edificio
Es un edificio entre paredes medianeras, con una fachada configurada en pentágono. Al lado derecho hay el campanario y a la izquierda, la casa de la abadía. La portalada cuenta con una apertura adintelada resaltada por una moldura blanca; encima una fornícula con el mismo estilo, y en la parte superior, un frontón liso. 
El campanario tiene oculos, los cuales iluminan la escalera. El cuerpo del campanario cuenta con arcos de medio punto y una terraza con la torre del reloj.
El interior del templo tiene una planta de cruz latina (de 28 metros por 12,54 metros) que se realizó en dos etapas: sobre la primera nave única con capillas entre los contrafuertes internos, la cúpula del presbiterio y la bóveda de cañón, se sumó un crucero, el camerino y otra zona de presbiterio, donde hay el lienzo de la Virgen María de Belén. Cómo se conservó la primera techumbre, es de los pocos templos que tiene dos cúpulas.